# Scream Forth Blasphemies
Scream Forth Blasphemies je demoalbum američkog death metal-sastava Morbid Angel objavljen u 1987. godine.

## Popis pjesama
1. "Chapel of Ghouls" - 5:26
2. "Unholy Blasphemies" - 3:13
3. "Abominations" - 3:48
4. "Hellspawn" - 2:34

## Zasluge
Morbid Angel
- Trey Azagthoth - gitara, klavjaturije
- Mike Browning - bubnjevi, vokali
- John Ortega - bas-gitara
- Richard Brunelle - gitara